# Аск (гигант)
Аск — (др.-греч. Ασκός) — персонаж древнегреческой мифологии.
Пересказ древнегреческого мифа об Аске содержится в «Этнике» Стефана Византийского (VI век н. э.). Аск был гигантом, который вместе с Ликургом пленил Диониса, и связанного бросил в ручей. Бога виноделия освободил Гермес или Зевс. С Аска содрали кожу, из которой получился хороший бурдюк (др.-греч. Ασκός) для вина.
Стефан Византийский приводит версию происхождения названия города Дамаск, непосредственно связанную с Аском. Согласно мифу название города, расположенного рядом с местом победы Гермеса над Аском, «Дамаск» обозначает «[место где был] укрощён Аск».
В немецкой энциклопедии классической древности Паули-Виссова приводится мнение, что позднеантичное представление об Аске представляет трансформацию архаического мифа о Дионисе, описанного в VI книге «Илиады» Гомера. Только в «Илиаде» Вакха побеждает Ликург лично, без помощи гиганта, и бросает в море, а не ручей. Как и в мифе про Аска в «Илиаде» Диониса освобождает «Кронов же сын» Гермес, ослепив предварительно Ликурга. Урезанной версией мифа об Аске может быть представление о враге Диониса Дамаске.